# 살라미스의 에피파니오스

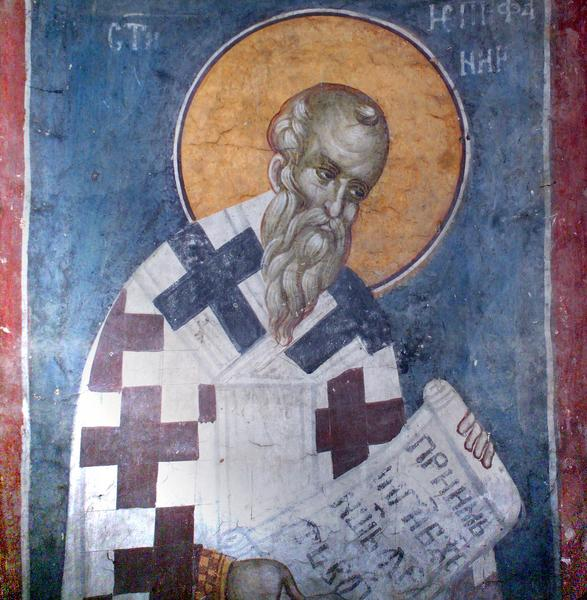
성 에피파니오스

에피파니오스(라틴어: Epiphanius, 그리스어: Ἐπιφάνιος, 315년 ~ 403년)는 4세기 말엽 키프로스 살라미스의 주교이다. 로마 가톨릭교회와 동방 정교회, 오리엔트 정교회 등에서 성인이자 교부로 공경받고 있다. 그는 정통 신앙의 강력한 옹호자라는 명성을 얻었다. 그의 대표적인 저서는 당시 이단들의 목록을 작성하고 이를 비판한 《파나리온》이다.